# (2174) Asmodeus
(2174) Asmodeus (1975 TA; 1979 SK12) ist ein Asteroid des mittleren Hauptgürtels, der am 8. Oktober 1975 von den US-amerikanischen Astronomen Schelte John Bus und John Huchra am Palomar-Observatorium nordöstlich von San Diego (IAU-Code 675) entdeckt wurde.

## Benennung
(2174) Asmodeus wurde nach „Asmodeus“, dem babylonischen Gott der Lust benannt.